# Nuolijärvi (sjö i Valtimo, Norra Karelen)
Nuolijärvi är en sjö i kommunen Valtimo i landskapet Norra Karelen i Finland. Sjön ligger 106,3 meter över havet. Den är 6 meter djup. Arean är 54 hektar och strandlinjen är 6,24 kilometer lång. Sjön  ingår i Vuoksens huvudavrinningsområde.   Den ligger omkring 130 kilometer norr om Joensuu och omkring 440 kilometer norr om Helsingfors. 